# Quicksilver Highway
Quicksilver Highway (Originaltitel: Stephen King’s Quicksilver Highway) ist ein US-amerikanischer Horrorfilm von Mick Garris aus dem Jahr 1997 nach den Vorlagen der Kurzgeschichten Klapperzähne von Stephen King und Der Aufstand der Hände von Clive Barker. Das Budget des Fernsehfilms betrug etwa vier Millionen US-Dollar. Die Erstausstrahlung war am 13. Mai 1997 im US-amerikanischen Fernsehen.

## Handlung
Der eigenwillige Aaron Quicksilver liebt Reisen. Während seiner vielen Reisen sucht er nebenbei nach unheimlichen und gespenstischen Geschichten. Zwei dieser bizarren Stories erzählt er in dem Film:

### Klapperzähne
Ein Handelsvertreter ist mit seinem Wagen unterwegs und lässt an einer Tankstelle und Raststätte einen Anhalter einsteigen, den er zuvor um ein Haar angefahren hat. Auf der Weiterfahrt bedroht der Tramper den Vertreter plötzlich mit einem Messer und fordert ihn auf, anzuhalten und auszusteigen. Der Vertreter fährt den Wagen gegen einen entgegenkommenden Truck, um die Bedrohung durch den nicht angeschnallten Tramper abzuwehren. Dies misslingt, der Vertreter hängt kopfüber in seinem Gurt und ist dem ihn weiter bedrohenden Anhalter ausgeliefert. Doch nun rettet ihn ein Aufziehspielzeug, ein sich auf zwei kleinen Beinen bewegendes, sich öffnendes und schließendes Gebiss, das der Handelsvertreter gerade an der Tankstelle erworben hat. Es stürzt sich auf den verletzten Anhalter und macht ihm den Garaus. Das Gebiss nähert sich nun dem Vertreter, der ohnmächtig wird. Als er wieder erwacht, findet er sich aus dem Gurt befreit. Das Gebiss ist nicht mehr zu sehen.
Monate später sucht der Vertreter dieselbe Tankstelle auf. Beim Bezahlen erkennt ihn die Betreiberin und händigt ihm das „vergessene“ Scherzspielzeug aus.
Nach der Rückkehr in die Rahmenhandlung wiederholt sich die Geschichte teilweise: Vor der Raststätte, in der Quicksilver die Geschichte einer wartenden Braut erzählt hat, wird ihr Bräutigam von einem Wagen angefahren. Ein Spielzeuggebiss zerrt die Leiche am Kragen von der Straße weg. Es ist jedoch nicht mehr zu sehen, als die Braut sich klagend auf den Leichnam stürzt.

### Der Aufstand der Hände
Eines Tages gehorchen einem Schönheitschirurgen seine Hände nicht mehr, dann erwürgen sie seine Frau und bringen ihn schließlich dazu, sich selbst die linke Hand abzuhacken, damit die abgeschlagene andere Hände überzeugen kann, sich der „Revolution der Hände“ anzuschließen. Das vorige Motiv des spazierenden Spielzeuggebisses variierend und steigernd, krabbeln schließlich Massen „befreiter“ Hände auf ihren Fingern über die Flure der Klinik, in die der Chirurg eingeliefert worden ist, nachdem er mit seiner Nase ein Telefon bedienen konnte. Teils gezogen von der ihm verbliebenen Hand, steigt der Chirurg über eine Feuerleiter aufs Dach der Klinik, davor versammeln sich die Hände in einem Baum. Die verbliebene Hand des Chirurgen setzt sich als „Messias“ an die Spitze der Schar, die nun jubelnd hinterherfliegt, als der Chirurg vom Dach stürzt. Reglos oder nur noch zuckend bleiben die Hände neben dem Chirurgen liegen, der Spuk scheint vorüber. Doch nun beginnen sich die Nasen gegen ihre Besitzer zu wenden …

## Kritik
Das Filmmagazin TV Spielfilm attestierte dem Film „Gänsehautgarantie“ und schrieb: „Sonderling Quicksilver erzählt zwei Horrorstories, wobei die Vorlage der besseren zweiten nicht von Stephen King, sondern von Clive Barker stammt: Zunächst gerät ein Killer an eine Aufziehfigur, dann wenden sich die Hände eines Schönheitschirurgen (Matt Frewer) gegen ihren Besitzer… Besonders die zweite Geschichte ist ein Muss für Horrorfans!“

## Auszeichnungen
Der Film wurde für drei Filmpreise, wie dem Emmy Award 1997 für die beste Musik nominiert, konnte aber keinen einzigen gewinnen.